# Championnat du Pérou de football 2002
Navigation
Saison précédente Saison suivante
La saison 2002 du Championnat du Pérou de football est la soixante-quatorzième édition du championnat de première division au Pérou. La compétition regroupe les douze meilleures équipes du pays.
La saison est scindée en deux tournois indépendants :
- Tournoi ouverture : les douze équipes sont regroupées au sein d'une poule unique où elles s'affrontent deux fois, à domicile et à l'extérieur. Le club en tête du classement se qualifie pour la finale nationale. De plus, les deux premiers se qualifient pour la première édition de la Copa Sudamericana.
- Tournoi clôture : les douze équipes sont regroupés au sein d'une poule unique où elles s'affrontent deux fois, à domicile et à l'extérieur. Le club en tête du classement se qualifie pour la finale nationale, sauf s'il a déjà remporté le tournoi ouverture, auquel cas il est automatiquement sacré champion.

Un classement cumulé des deux tournois permet de déterminer les deux clubs relégués. La dernière place en Copa Libertadores est décernée au vainqueur du barrage entre les deux deuxièmes des tournois.
C'est le club du Sporting Cristal qui remporte la compétition après avoir gagné le tournoi Cloture. C'est le 14e titre de champion du Pérou de l'histoire du club. La modification décidée par la fédération péruvienne (interdire à un des gagnants de tournoi de participer à la finale s'il ne finit pas dans les quatre premiers de l'autre tournoi) a porté ses fruits : Universitario de Deportes, pourtant vainqueur du tournoi d'ouverture n'a terminé qu'à l'avant-dernière place du tournoi Clôture et est donc dans l'impossibilité de disputer le titre face au Sporting Cristal, sacré automatiquement champion 2002.

## Les clubs participants
| - Alianza Lima - Sport Boys - Cienciano del Cusco - Universitario de Deportes - Coronel Bolognesi - Promu de Segunda División - Estudiantes de Medicina | - Alianza Atlético - FBC Melgar - Sporting Cristal - Sport Coopsol Trujillo - Deportivo Wanka - Juan Aurich |

## Compétition
Le barème utilisé pour établir les différents classements est le suivant :
- Victoire : 3 points
- Match nul : 1 point
- Défaite, forfait ou abandon : 0 point

### Tournoi Ouverture
| Rang | Équipe                    | Pts | J  | G  | N | P  | Bp | Bc | Diff |
| ---- | ------------------------- | --- | -- | -- | - | -- | -- | -- | ---- |
| 1    | Alianza LimaT             | 47  | 22 | 14 | 5 | 3  | 43 | 23 | +20  |
| 2    | Universitario de Deportes | 47  | 22 | 15 | 2 | 5  | 30 | 17 | +13  |
| 3    | Sporting Cristal          | 38  | 22 | 11 | 5 | 6  | 43 | 32 | +11  |
| 4    | Cienciano del Cusco       | 34  | 22 | 9  | 7 | 6  | 33 | 31 | +2   |
| 5    | Alianza Atlético          | 33  | 22 | 10 | 3 | 9  | 37 | 26 | +11  |
| 6    | Juan Aurich               | 28  | 22 | 7  | 7 | 8  | 29 | 25 | +4   |
| 7    | FBC Melgar                | 27  | 22 | 6  | 9 | 7  | 36 | 43 | -7   |
| 8    | Sport Boys                | 25  | 22 | 7  | 4 | 11 | 29 | 37 | -8   |
| 9    | Sport Coopsol Trujillo    | 24  | 22 | 6  | 6 | 10 | 28 | 32 | -4   |
| 10   | Coronel BolognesiP        | 23  | 22 | 6  | 5 | 11 | 27 | 39 | -12  |
| 11   | Estudiantes de Medicina   | 19  | 22 | 4  | 7 | 11 | 25 | 28 | -3   |
| 12   | Deportivo Wanka           | 19  | 22 | 5  | 4 | 13 | 23 | 40 | -17  |

|  | Participation au match de barrage                 |
|  | T : Tenant du titre P : Promu de Segunda División |

Match de barrage :
| Équipe 1                  | Résultat | Équipe 2     | Aller | Retour |
| ------------------------- | -------- | ------------ | ----- | ------ |
| Universitario de Deportes | 1 - 0    | Alianza Lima | 1 - 0 | 0 - 0  |

- Universitario de Deportes remporte le tournoi et se qualifie pour la Copa Libertadores 2003. Alianza Lima obtient quant à lui son billet pour le barrage pré-Libertadores. De plus, les deux clubs se qualifient pour la Copa Sudamericana 2002.

### Matchs
| Résultats (▼dom., ►ext.)  | AAS | ALI | CIE | BOL | WAN | EST | MEL | JA  | SBA | COO | CRI | UNI |
| Alianza Atlético          |     | 1-2 | 1-0 | 3-0 | 5-0 | 4-1 | 3-3 | 3-0 | 0-2 | 3-2 | 0-1 | 0-0 |
| Alianza Lima              | 0-1 |     | 5-1 | 2-0 | 3-2 | 2-1 | 2-1 | 1-1 | 3-1 | 0-1 | 5-1 | 1-0 |
| Cienciano del Cusco       | 1-0 | 2-1 |     | 2-1 | 2-1 | 3-3 | 1-1 | 0-0 | 3-0 | 3-2 | 1-0 | 2-0 |
| Coronel Bolognesi         | 3-2 | 0-0 | 3-2 |     | 3-3 | 1-1 | 1-1 | 3-2 | 3-2 | 1-2 | 1-3 | 0-0 |
| Deportivo Wanka           | 1-0 | 0-0 | 2-3 | 0-1 |     | 2-0 | 2-1 | 3-1 | 3-0 | 0-0 | 1-1 | 1-2 |
| Estudiantes de Medicina   | 1-2 | 1-1 | 0-0 | 2-3 | 1-0 |     | 4-0 | 1-1 | 2-2 | 2-0 | 0-0 | 0-1 |
| FBC Melgar                | 1-1 | 2-3 | 3-3 | 3-2 | 1-0 | 3-1 |     | 0-0 | 1-0 | 4-1 | 4-4 | 1-0 |
| Juan Aurich               | 3-1 | 2-2 | 2-0 | 1-0 | 4-0 | 1-2 | 3-0 |     | 3-1 | 1-1 | 2-1 | 1-2 |
| Sport Boys                | 0-2 | 2-3 | 3-2 | 1-0 | 2-0 | 3-0 | 4-4 | 1-0 |     | 1-3 | 1-0 | 0-1 |
| Sport Coopsol Trujillo    | 0-2 | 1-2 | 0-0 | 2-1 | 6-0 | 3-0 | 0-0 | 1-1 | 1-1 |     | 0-3 | 0-3 |
| Sporting Cristal          | 4-3 | 2-4 | 2-2 | 4-0 | 2-1 | 3-1 | 4-0 | 1-0 | 1-1 | 2-1 |     | 0-1 |
| Universitario de Deportes | 1-0 | 0-1 | 1-0 | 1-0 | 2-1 | 3-1 | 4-2 | 1-0 | 2-1 | 2-1 | 3-4 |     |

### Tournoi Clôture
| Rang | Équipe                    | Pts | J  | G  | N | P  | Bp | Bc | Diff |
| ---- | ------------------------- | --- | -- | -- | - | -- | -- | -- | ---- |
| 1    | Sporting Cristal          | 46  | 22 | 13 | 7 | 2  | 46 | 18 | +28  |
| 2    | Alianza LimaT -3          | 42  | 22 | 13 | 6 | 3  | 40 | 18 | +22  |
| 3    | Alianza Atlético -3       | 36  | 22 | 11 | 6 | 5  | 40 | 18 | +22  |
| 4    | Cienciano del Cusco       | 36  | 22 | 11 | 3 | 8  | 50 | 44 | +6   |
| 5    | Estudiantes de Medicina   | 32  | 22 | 9  | 5 | 8  | 36 | 29 | +7   |
| 6    | Sport Boys                | 29  | 22 | 7  | 8 | 7  | 28 | 24 | +4   |
| 7    | Deportivo Wanka           | 29  | 22 | 7  | 8 | 7  | 30 | 35 | -5   |
| 8    | Coronel BolognesiP        | 28  | 22 | 8  | 4 | 10 | 24 | 29 | -5   |
| 9    | FBC Melgar                | 25  | 22 | 6  | 7 | 9  | 25 | 33 | -8   |
| 10   | Juan Aurich               | 20  | 22 | 5  | 5 | 12 | 20 | 35 | -15  |
| 11   | Universitario de Deportes | 19  | 22 | 4  | 7 | 11 | 27 | 36 | -9   |
| 12   | Sport Coopsol Trujillo    | 13  | 22 | 3  | 4 | 15 | 18 | 51 | -33  |

|  | Qualification pour la finale nationale            |
|  | Qualification pour le barrage pré-Libertadores    |
|  | T : Tenant du titre P : Promu de Segunda División |

### Classement cumulé
| Rang | Équipe                       | Pts | J  | G  | N  | P  | Bp | Bc | Diff |
| ---- | ---------------------------- | --- | -- | -- | -- | -- | -- | -- | ---- |
| 1    | Alianza LimaT                | 89  | 44 | 27 | 11 | 6  | 83 | 41 | +42  |
| 2    | Sporting CristalClo          | 84  | 44 | 24 | 12 | 8  | 89 | 18 | +71  |
| 3    | Cienciano del Cusco          | 70  | 44 | 20 | 10 | 14 | 83 | 75 | +8   |
| 4    | Alianza Atlético             | 69  | 44 | 21 | 9  | 14 | 71 | 52 | +19  |
| 5    | Universitario de DeportesOuv | 66  | 44 | 19 | 9  | 16 | 57 | 53 | +4   |
| 6    | Sport Boys                   | 54  | 44 | 14 | 12 | 18 | 57 | 61 | -4   |
| 7    | FBC Melgar                   | 52  | 44 | 12 | 16 | 16 | 61 | 67 | -6   |
| 8    | Estudiantes de Medicina      | 51  | 44 | 13 | 12 | 19 | 61 | 67 | -6   |
| 9    | Coronel BolognesiP           | 51  | 44 | 14 | 9  | 21 | 51 | 68 | -17  |
| 10   | Juan Aurich                  | 48  | 44 | 12 | 12 | 20 | 49 | 60 | -11  |
| 11   | Deportivo Wanka              | 48  | 44 | 12 | 12 | 20 | 53 | 75 | -22  |
| 12   | Sport Coopsol Trujillo       | 37  | 44 | 9  | 10 | 25 | 46 | 83 | -37  |

|  | Qualification pour la Copa Libertadores 2003 (vainqueur d'un tournoi) |
|  | Qualification pour la Copa Libertadores 2003 (2e des 2 tournois)      |
|  | Participation au barrage de relégation                                |
|  | Relégation en Segunda División                                        |
|  | T : Tenant du titre P : Promu de Segunda División                     |

### Barrage de relégation
| Équipe 1    | Résultat | Équipe 2        | Aller | Retour |
| ----------- | -------- | --------------- | ----- | ------ |
| Juan Aurich | 2 - 5    | Deportivo Wanka | 2 - 1 | 0 - 4  |

### Barrage pré-Libertadores
Non disputé car Alianza Lima a terminé à la deuxième place des deux tournois.

### Match pour le titre
Non disputé car Universitario de Deportes (vainqueur du Tournoi Ouverture) n'a pas terminé parmi les 4 premiers du tournoi Clôture.

## Bilan de la saison
| Championnat du Pérou de football 2002 |                              |
| Champion                              | Sporting Cristal (14e titre) |
| Qualifications continentales          |                              |
| Copa Libertadores 2003                | Sporting Cristal             |
| Copa Libertadores 2003                | Universitario de Deportes    |
| Copa Libertadores 2003                | Alianza Lima                 |
| Copa Sudamericana 2002                | Universitario de Deportes    |
| Copa Sudamericana 2002                | Alianza Lima                 |
| Promotions et relégations             |                              |
| Promus en Primera División            | Unión Huaral                 |
| Promus en Primera División            | Atlético Universidad         |
| Relégués en Segunda División          | Juan Aurich                  |
| Relégués en Segunda División          | Sport Coopsol Trujillo       |